# Quei Tann
Quei Tann (* 21. August 2000 in Los Angeles) ist eine amerikanische
 Schauspielerin. 

## Frühes Leben
Tann wuchs in Los Angeles, weil ihre Eltern getrennt waren, bei ihrem Vater auf, der sie als Kind wegen ihrer Transgender-Geschlechtsidentität prügelte. Einmal wurden sie von einem Agenten angesprochen, der sie in die Werbung bringen wollte, was ihr Vater aber nicht wahrnahm. Als Teenager lebte sie bei ihrer Mutter in Las Vegas, aber wollte nach Hollywood und zog zu ihrer Schwester nach Covina und später mit einem Mann zusammen, den sie in Las Vegas kennengelernt hatte, nach Northridge in Los Angeles. Dieser war aber in einen Drogenring involviert, sodass das Gebäude von der Polizei gestürmt wurde. Anschließend schlief sie zunächst in ihrem Auto, bis sie durch das Los Angeles Youth Network eine Unterkunft erhielt. Danach kam sie zum Los Angeles LGBT Center, das ihr Unterkunft, Speisen und Zugang zum General Educational Development Test gewährte, sowie ihr als Mentor Karamo Brown von Queer Eye zuteilte, der ihr das Gelände von Paramount Pictures zeigte. Es ermöglichte ihr auch ein Stipendium durch NBCUniversal, das sie nutzte, um Schauspielkurse bei den Berg Studios zu bezahlen und sich mit Castingagenturen zu vernetzen.

## Karriere
Tann erlangte einen Platz in der dreiundzwanzigsten Staffel der Castingshow America’s Next Top Model. Als Schauspielerin hatte sie ihre ersten Filmrollen ab 2018 in Cam und K-12 von Blumhouse und erhielt 2019 Nebenrollen in den Fernsehserien How to Get Away with Murder und Dear White People. 2022 war sie Teil der jugendlichen Hauptbesetzung des LGBT-Slasherfilms They/Them in der Rolle einer Transfrau.

## Filmografie
- 2016: America’s Next Top Model (Kandidatin)
- 2017: You Can Do Better (Fernsehserie, 1 Episode)
- 2018: Cam
- 2019: K-12
- 2019: How to Get Away with Murder (Fernsehserie, 4 Episoden)
- 2019–2021: Dear White People (Fernsehserie, 8 Episoden)
- 2021: Natural Woman
- 2021–2024: Tyler Perry’s Bruh (Fernsehserie, 27 Episoden)
- 2022: Hidden Canyons (Fernsehserie, 12 Episoden)
- 2022: Young Justice (Zeichentrickserie, 1 Episode)
- 2022: They/Them
- 2022: American Horror Story: NYC (Fernsehserie, 4 Episoden)
- 2024: The Equalizer (Fernsehserie, 1 Episode)